# Operazione Greenhouse

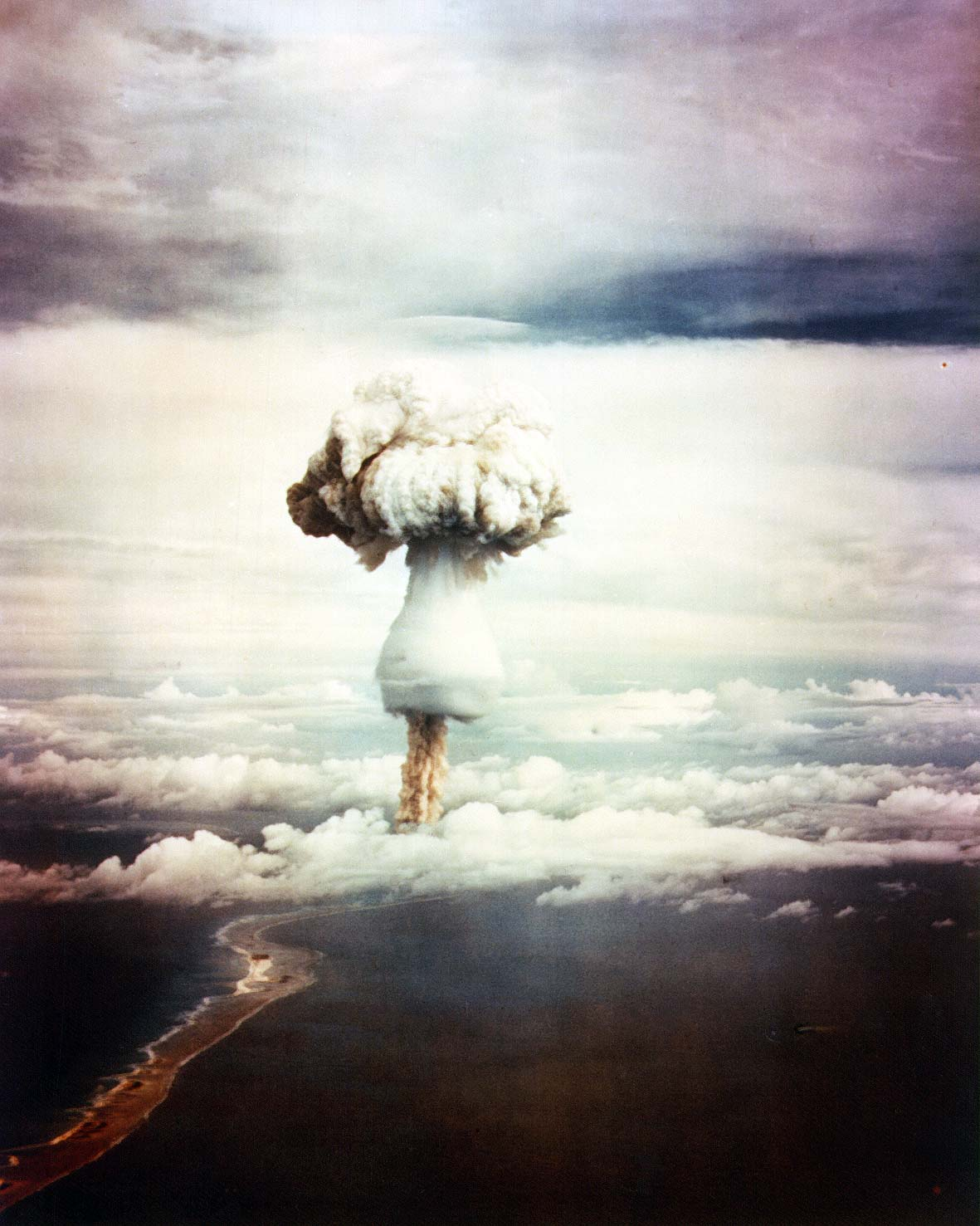
L'esplosione di George

Operation Greenhouse era il nome dato alla quinta serie di test nucleari condotta dagli Stati Uniti, la seconda condotta nel 1951 e la prima intesa come serie atta allo sviluppo di armi termonucleari.
Condotta nel Pacific Proving Grounds, tutti i dispositivi nucleari furono montati su torri d'acciaio per simulare un lancio aereo.
L'operazione, oltre che rappresentare un passo decisivo verso lo sviluppo di nuove armi, mirava a diminuire le dimensioni, il peso e la quantità di materiale fissile.
| Nome del test | Data           | Luogo                  | Potenza       | Note                            |
| ------------- | -------------- | ---------------------- | ------------- | ------------------------------- |
| Dog           | 8 aprile 1951  | Pacific Proving Ground | 70 kilotoni   |                                 |
| Easy          | 21 aprile 1951 | Pacific Proving Ground | 47 kilotoni   |                                 |
| George        | 9 maggio 1951  | Pacific Proving Ground | 225 kilotoni  | Primo esperimento termonucleare |
| Item          | 25 maggio 1951 | Pacific Proving Ground | 45,5 kilotoni |                                 |